# Psychotria collina
Psychotria collina är en måreväxtart som beskrevs av Jacques-Julien Houtou de La Billardière. Psychotria collina ingår i släktet Psychotria och familjen måreväxter. Inga underarter finns listade i Catalogue of Life.